# Delta Volantis
Delta Volantis (δ Vol) – gwiazda w gwiazdozbiorze Ryby Latającej, odległa od Słońca o około 738 lat świetlnych.

## Charakterystyka
Delta Volantis to jasny olbrzym należący do typu widmowego F6. Ma temperaturę 6000 K. Jasność i stan ewolucyjny tej gwiazdy nie są pewne. Jeżeli ośrodek międzygwiazdowy osłabia blask tej gwiazdy o około jedną wielkość gwiazdową, to świeci ona 2900 razy jaśniej niż Słońce, ma 50 razy większy promień i masę 6–6,5 masy Słońca. Ma około 50 milionów lat, a jej helowe jądro może stabilnie przekształcać hel w węgiel lub być nieaktywne. Jeżeli jednak materia międzygwiazdowa nie wpływa istotnie na jej blask, gwiazda może mieć masę około 5 razy większą niż Słońce i 1100 razy większą jasność.